# Аннелі Яаттеенмякі
А́ннелі Ту́уліккі Яа́ттеенмякі (фін. Anneli Tuulikki Jäätteenmäki, нар. 11 лютого 1955, м. Лапуа, Фінляндія) — права фінська політикиня. 60-тий прем'єр-міністр Фінляндії та 1-ша жінка — голова фінського уряду 17 квітня  — 24 червня 2003 року. Депутатка Європарламенту (з 2004 року).
Працювала правницею (1981—1987), обрана депутаткою Парламенту Фінляндії (Eduskunta), а згодом його спікеркою. Яаттеенмякі була також Міністром юстиції (1994—1995), головою партії Кескуста (Центр, 2000—2003).

## Біографія
1980 року закінчила правничі студії, працювала за фахом. 1987 року вперше обрана до Парламенту Фінляндії, де працювала загалом 17 років. Заслужила славу досвідченої полемістки та прекрасної ораторки.
У березні 2003 року партія «Кескуста» бере на парламентських виборах реванш — виривається із багаторічної опозиції та стає правлячою партією. 17 квітня 2003 її представниця Яаттеенмякі очолила уряд Фінляндії, прийшовши на зміну соціал-демократичному кабінету Пааво Ліппонена. Але подала у відставку всього за кілька місяців — 24 червня того ж року. Причина — кримінальне переслідування у справі оприлюднення секретних документів, які стосувалися позиції Фінляндії щодо війни в Іраку. Фатальну роль в цьому скандалі відіграв помічник Президента Галонен — Марті Маннінен. Він заявив, що Яаттеенмякі особисто зверталася до нього з проханням надати інформацію про секретні документи й навіть повідомила номер свого «секретного факсу».
Проте уряд Яаттеенмякі став світовою сенсацією: в ньому вперше в історії половину портфелів здобули жінки. Вони очолили дев'ять міністерств: освіти, культури, соціальних справ та охорони здоров'я, праці, соціального забезпечення, зовнішньої торгівлі, транспорту та зв'язку. Діяльність кабінету Яаттеенмякі тривала в умовах економічної кризи, коли уряд прагнув за всяку ціну простимулювати середній бізнес.
У зовнішній політиці уряд традиційно робив ставку на співпрацю із сусідами — Естонією, Швецією, РФ. Під час візиту до Таллінна (Естонія) у травні 2002 року обговорювала питання екології та гуманітарних зв'язків.

## Після скандалу
На місце Яаттеенмякі обрано представника партії Кескуста, міністра оборони Матті Ванганена.
У 2004 році суд м. Гельсінкі зняв з колишньої прем'єрки всі звинувачення, але кар'єра Яаттеенмякі як винятково фінського політика закінчилася. Цього ж року вона здобула мандат депутатки Європарламенту.